# ソリア人
ソリア人（ソリアじん、ソリアン、Tholian）はアメリカのSFドラマ『スタートレック』シリーズに登場する架空の異星人種族。

## 特徴
ソリア人は非常に排他的・敵対的であるため外部とはほとんど接触を持たない。そのため詳しいことは知られていない。
ソリア人の第一の特徴は地球人などとは生態が大きく異なる非ヒューマノイド種族だということである。TOSでビュースクリーン上に表示された外見は、鉱物に目がついたような容姿をしている。しかしこれは何らかのコスチュームである可能性もあるため実際の姿は定かではなかった。
ENTで初めて全体像が画面に映り、6本脚2本腕の節足動物のような姿が明らかになった。シリーズで数少ないフル3DCGで描かれた種族である。TOSで描かれたのはその頭部だった。
彼らの発する音声は金切り声のように非常に不快に聞こえる。
ソリア人の母星ソリア (Tholia) はアルファ宇宙域にあり、金星のような非常に高温な環境であるという。
ソリア人はその母星を中心とする領域をソリア連合(Tholian Assembly)として支配しており、その領域に入ることは非常に危険である。
ソリア人の宇宙船は三角すいのような形で、比較的小型である。装備する武器・戦法は、通常のエネルギー兵器のほか、ソリアン・ウェブと呼ばれる蜘蛛の巣状に相手の船を封じ込めるエネルギーフィールドを作り出す独特の攻撃がある。

## 歴史
- 2151年、地球人とスリバンが未来からやってきたとおぼしき難破船を争奪しあっている時、ソリア人が介入してきた。これが地球人とのファーストコンタクトとなった。
- 2372年、地球で開かれた惑星連邦とロミュラン帝国との外交会議にソリア人がオブザーバーとして参加。

## 代表的なソリア人
ロスケーン司令官
2268年、U.S.S.ディファイアントを捜索に来て領域を侵犯したU.S.S.エンタープライズの鹵獲を試みた。